# Escut de Nalec
L'escut oficial de Nalec és el símbol d'aquest municipi i es descriu mitjançant el següent blasonament:
Escut caironat: de sinople, un ram de lliri d'or amb tres flors de lis nodrides d'argent, acostat de dues petxines d'argent. Per timbre, una corona de poble.
L'Ajuntament va acordar en ple iniciar l'expedient d'adopció de l'escut el dia 6 d'abril de 2017. Després dels tràmits reglamentaris, l'escut es va aprovar el 25 de gener de 2018 i fou publicat al DOGC número 7.548 de 31 de gener del mateix any.
El ram de lliri fa referència a la Mare de Déu de Nalec, i les dues petxines són el símbol de Sant Jaume el Major, patró del poble.